# La Tronche
La Tronche és un municipi del departament francès de la Isèra, a la regió d'Alvèrnia-Roine-Alps. El 2021 tenia 6.470 habitants.